# 蕭國健
蕭國健（英語：Siu Gwok-Gin），香港歷史學家，專攻香港古代史。

## 生平
蕭國健於1960年插班入讀筲箕灣崇真中學中四年級，並於1962年畢業。他現為珠海學院中國文學系教授兼香港歷史文化研究中心主任，並兼任香港皇家亞洲學會名譽研究員、香港康樂及文化事務署博物館專家顧問（本地史/軍事史）、香港理工大學客座講師、香港中華文化促進中心香港史專題講師、暨南大學客座教授。
他與林天蔚、羅香林都是香港古代史學家的代表人物，並曾於羅香林門下學習族譜學。
蕭教授2018年在《旅行家》發表「潮州饒平新墟鎮長彬村」，此外也在《廣東文獻季刊》發表論文；另著有《香港前代社會》、《香港古代史》、《中國國民黨香港百年史》等。

## 著名作品
- 《九龍城史論集》（香港：顯朝書室，1987）
- 《香港之海防歷史與軍事遺蹟》（香港：中華文教交流服務中心，2006）
- 《香港新界鄉村之歷史與風貌》（香港：中華文教交流服務中心，2006）
- 《香港古代史》（修訂版）（香港：中華書局，2006）
- 《香港新界之歷史與鄉情》（香港：中華文教交流服務中心，2008）
- 《華南歷史與文化研究》（香港：顯朝書室，2008）
- 《災患與香港史》（香港：顯朝書室，2009）
- 《香港新界北部鄉村之歷史與風貌》（香港：顯朝書室，2010）
- 《香港新界之歷史與文物》（香港：顯朝書室，2010）
- 《國民黨之香港百年史略》（與謝永昌合著）（香港：中華文教交流服務中心，2010）
- 《探本索微：香港早期歷史論集》（香港：中華，2015）